# Verschwörungstheorien – früher und heute

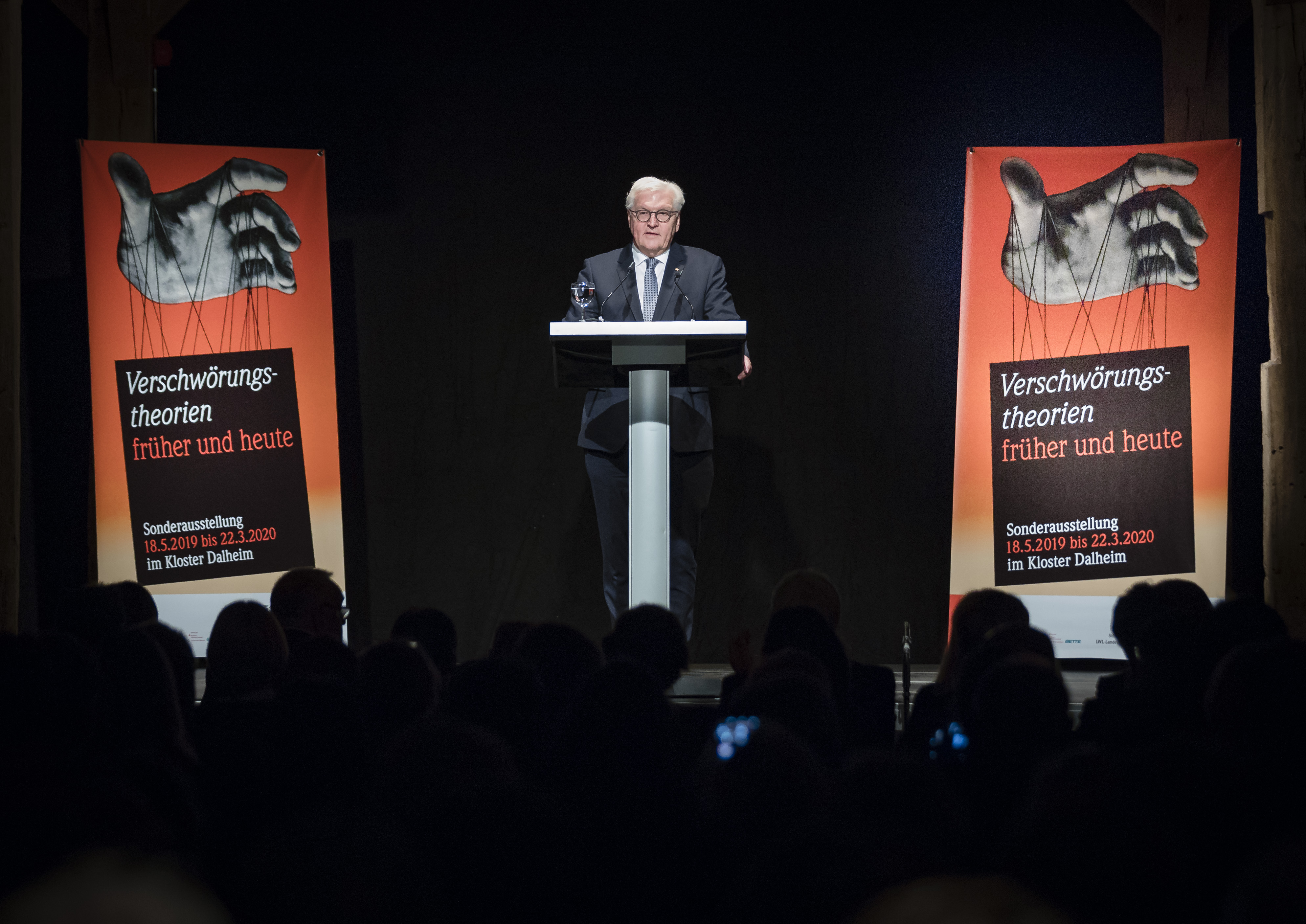
Bundespräsident Frank-Walter Steinmeier bei der Eröffnungsfeier zur Sonderausstellung Verschwörungstheorien – früher und heute im Kloster Dalheim

Verschwörungstheorien – früher und heute war der Titel einer Sonderausstellung, die von der Stiftung Kloster Dalheim. LWL-Landesmuseum für Klosterkultur im ehemaligen Kloster Dalheim (Kreis Paderborn) vom 18. Mai 2019 bis zum 22. März 2020 gezeigt wurde. Die Ausstellung ging der Entstehung, Funktion und Verbreitung von Verschwörungstheorien auf den Grund und zeigte, warum sie bis heute ihre Faszination und Wirkmacht bewahrt haben. Als Schirmherr eröffnete Bundespräsident Frank-Walter Steinmeier die Ausstellung am 17. Mai 2019. Steinmeiers Rede zur Ausstellungseröffnung wurde sowohl in der Presse als auch in den sozialen Medien viel diskutiert.

## Ausstellung
Auf rund 1.200 Quadratmetern Ausstellungsfläche führte Verschwörungstheorien – früher und heute durch 900 Jahre Geschichte der Verschwörungstheorien. Beginnend im Mittelalter folgte die Ausstellung den Spuren exklusiver Gemeinschaften in Religion und Politik bis in die Gegenwart und zeigte, wie sich Verschwörungsdenken auf den Lauf der Geschichte auswirkt. Die Ausstellung gliederte sich in sechs Themeneinheiten:
- Mit dem Teufel im Bunde – Verschwörungstheorien im späten Mittelalter
- Gegen Thron und Altar – Verschwörungstheorien in der frühen Neuzeit
- Die Suche nach Schuldigen – Verschwörungstheorien in der Zwischenkriegszeit
- Kampf dem „Staatsfeind“ – Verschwörungstheorien in Diktaturen des 20. Jahrhunderts
- Die Konfrontation politischer Systeme – Verschwörungstheorien im Kalten Krieg
- Verlorenes Vertrauen – Verschwörungstheorien heute

## Exponate (Auswahl)
Verschwörungstheorien – früher und heute zeigte rund 250 Objekte, darunter zeitgeschichtliche Dokumente, Gemälde, Holzschnitte und Alltagsgegenstände. Mehr als 55 nationale und internationale Leihgeber stellten die Exponate zur Verfügung.
Die Abteilung „Mit dem Teufel im Bunde“ zeigte Exponate zu verschiedenen Verschwörungstheorien im späten Mittelalter, die vor allem religiös begründet sind: Darunter waren eine Anklageschrift von 1308–1310 gegen die Tempelritter, die sich mit angeblich ketzerischen Riten strafbar gemacht haben sollen (Leihgeber: Archives nationales, Paris) und ein Gemälde zum Hostienfrevel, welches Juden beim Zerschneiden einer Hostie und damit beim erneuten Quälen des Leibes Christi zeigt (Leihgeber: Oberhausmuseum, Passau). Eine Beinschraube aus dem 17. Jahrhundert verdeutlichte, mit welchen Folterinstrumenten vermeintliche Hexen und Hexer zu Geständnissen gezwungen wurden (Leihgeber: Stadtmuseum Lemgo).

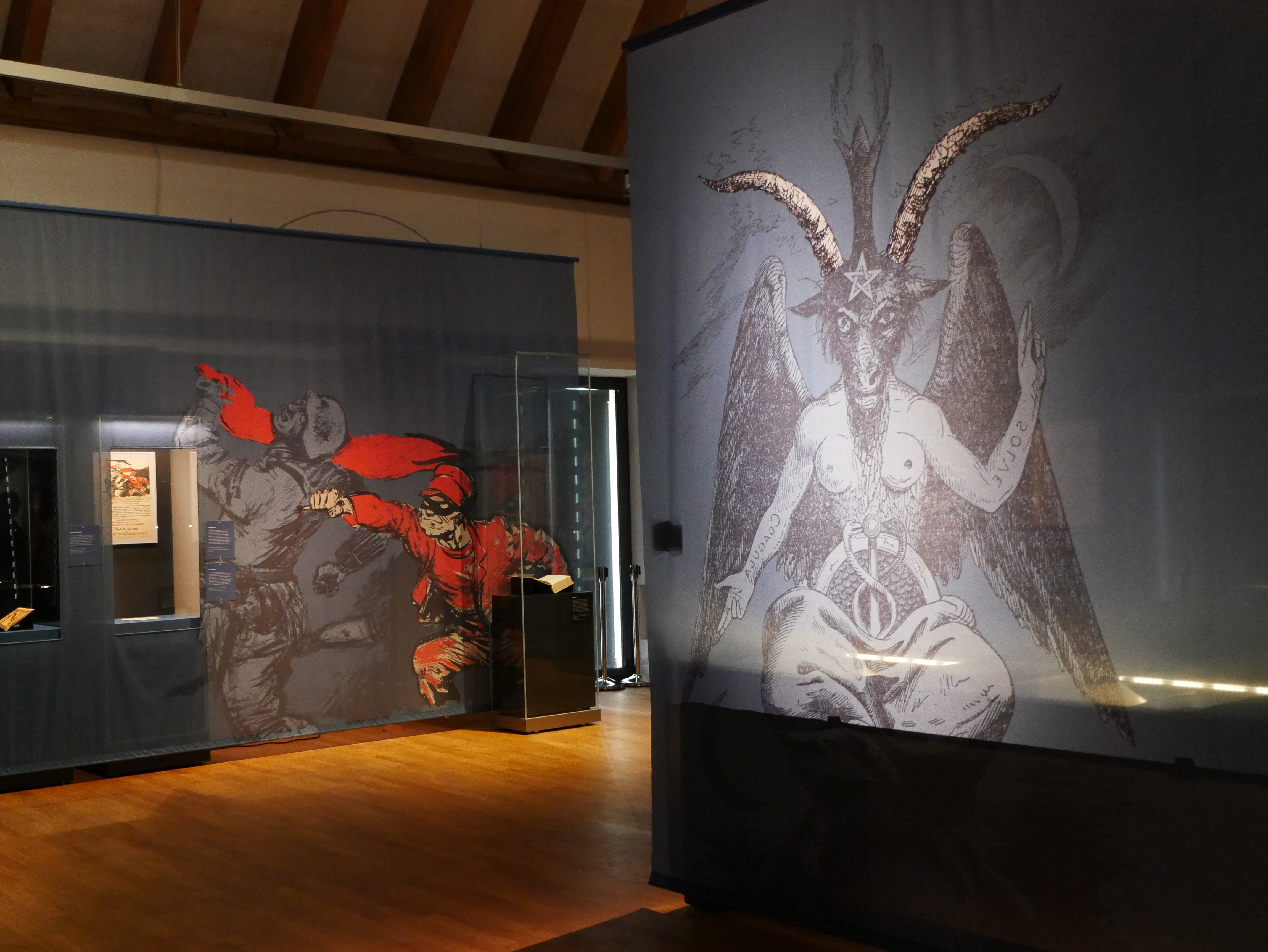
Ausstellungsraum zum Themenblock Die Suche nach Schuldigen

Skulpturen, Porträts, Flugblätter und Publikationen dokumentierten in der Abteilung „Gegen Thron und Altar“ die angebliche Papisten-Verschwörung, nach welcher Jesuiten den Mord an König Karl II. geplant haben sollen. Gezeigt wurde ein fiktiver Bericht von Titus Oates aus dem Jahr 1679, der die Glaubwürdigkeit dieser Theorie steigert. Auch Geheimgesellschaften wie die Freimaurer und Illuminaten standen im Fokus von diesem Themenbereich. Einer der drei letzten verbliebenen Orden der Illuminaten war als Exponat in der Ausstellung zu finden (Leihgeber: Deutsches Freimaurer-Museum, Bayreuth).
„Die Suche nach Schuldigen“ thematisierte Verschwörungstheorien, die die Ursachen des Ersten Weltkriegs und die Gründe für die deutsche Niederlage erklären wollen. Dazu gehört etwa die Dolchstoßlegende, die das Museum anhand von verschiedenen Publikationen darstellte. Zwischen den Weltkriegen nutzt die antisemitische und nationalistische Rechte die Protokolle der Weisen von Zion für ihre Propaganda. Als zentrales Exponat zeigte die Ausstellung erstmals öffentlich ein Arbeitsexemplar der Protokolle aus dem Nachlass von Sergej Nilus, Schriftsteller und Herausgeber der Protokolle in Russland (Leihgeber: privat).
Die Abteilung „Kampf dem ‚Staatsfeind‘“ behandelte die Vereinnahmung von Verschwörungsglauben durch politische Ideologien: Die gezeigten Plakate, Faltblätter, Lehrmaterialien und Publikationen propagieren eine jüdische Weltverschwörung. In der Sowjetunion beschuldigt Josef Stalin vermeintlich faschistische und kapitalistische Agenten, sich gegen ihn verschworen zu haben. Manipulierte Fotos und in Auftrag gegebene Gemälde verdeutlichen dies.

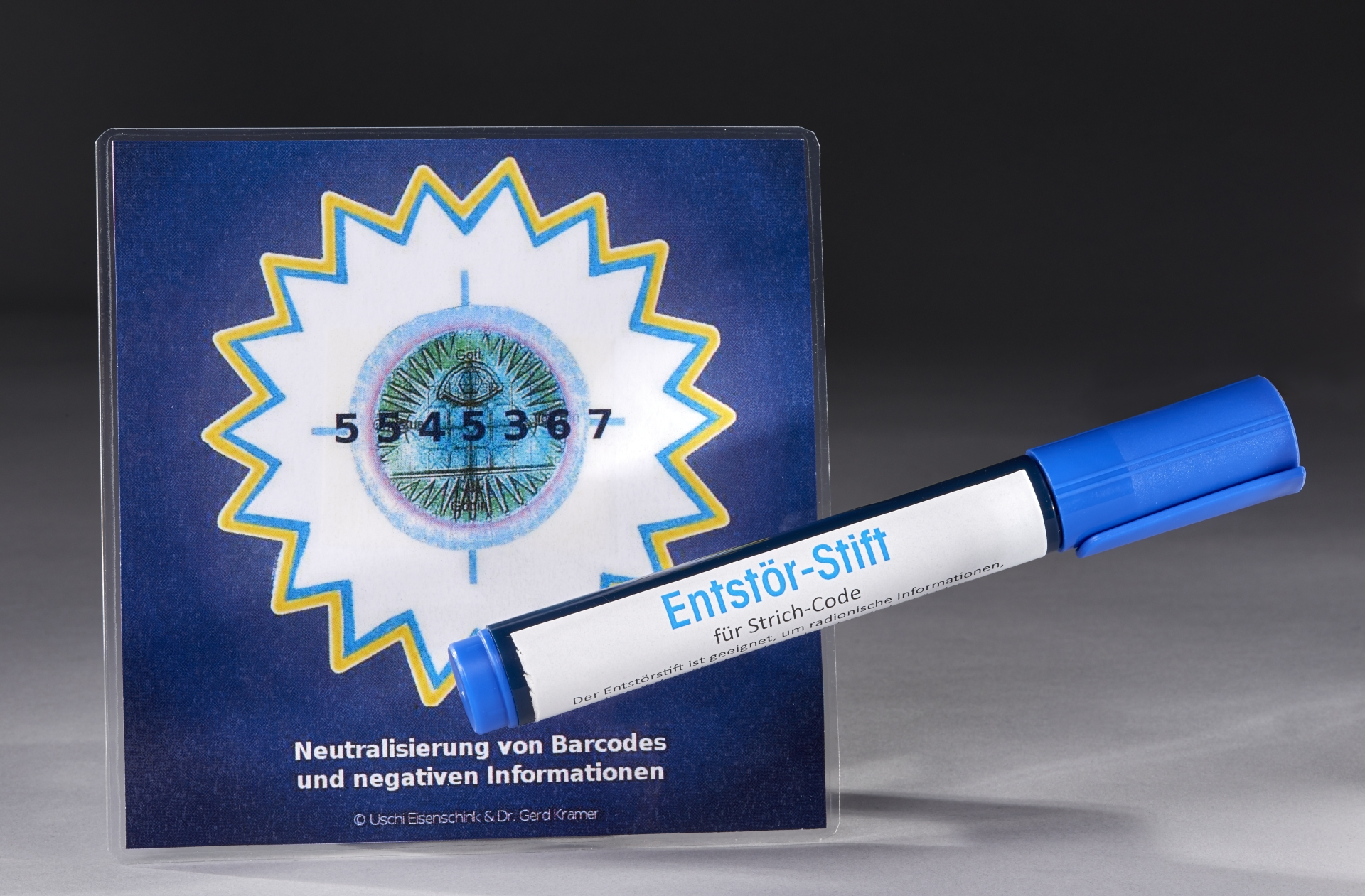
Exponat: Der Entstör-Stift soll Barcodes neutralisieren

Der Themenbereich „Die Konfrontation politischer Systeme“ behandelte Verschwörungstheorien im Kalten Krieg. Der Comic mit dem Titel „Is This Tomorrow. America Under Communism“ beschreibt die Angst vor einer kommunistischen Übernahme in Amerika (Leihgabe: Tim Mörsch). Zu sehen war auch die Broschüre „Halt Amikäfer. Dokumente zum Kartoffelkäferabwurf“, die die Kartoffelkäfer-Verschwörung thematisiert.
Die letzte Abteilung „Verlorenes Vertrauen“ befasste sich mit unterschiedlichsten Verschwörungstheorien der Gegenwart. Darunter waren Objekte zur Holocaustleugnung, zum angeblichen Klimaschwindel und zur vermeintlichen Impfverschwörung. Ein Aufzugsmotor aus dem World Trade Center in New York erinnert an das Attentat vom 11. September 2001 (Leihgeber: Stiftung Haus der Geschichte der Bundesrepublik Deutschland, Bonn). Außerdem sind zahlreiche sogenannte „Gegenmittel“ für schädliche Stoffe ausgestellt worden, um die sich verschiedene Verschwörungstheorien ranken. Dazu zählte ein Entstör-Stift, der vor schädlichen Barcodes schützen soll oder ein Orgonit-Chembuster auf dem Klostergelände, der angeblich schädliche Chemtrails fernhält.

## Wissenschaftlicher Beirat
Die Sonderausstellung Verschwörungstheorien – früher und heute wurde von einem wissenschaftlichen Beirat begleitet. Er bestand aus Historikern, Philosophen, Psychologen und Museumsfachleuten. Zum Beirat gehörten: Sebastian Bartoschek, Markus Friedrich, Marian Füssel, Michael Hagemeister, Kirsten John-Stucke, Arkadj Perlov und Gaby Sonnabend.

## Begleitprogramm
Zu der Sonderausstellung im Kloster Dalheim gehörte ein umfangreiches Rahmenprogramm. Wissenschaftliche Vorträge vertieften und erweiterten Aspekte der Ausstellung. Das museumspädagogische Programm zur Ausstellung bot Schulklassen Anknüpfungspunkte an die in Lehrplänen geforderte Kompetenzorientierung.
In Kooperation mit dem Goldenen Aluhut gUG fand außerdem eine Wissenschaftsshow statt. Ein Lesefestival bereitete das Thema Verschwörungstheorien familienfreundlich auf. Zudem wurde ein Escape-Room eingerichtet, der sowohl an die Sonderausstellung als auch an die Geschichte des ehemaligen Klosters Dalheim anknüpft.

## Katalog
Verschwörungstheorien – früher und heute. Katalog zur Sonderausstellung der Stiftung Kloster Dalheim. LWL-Landesmuseum für Klosterkultur vom 18. Mai 2019 bis 22. März 2020. Herausgegeben von der Stiftung Kloster Dalheim und Ingo Grabowsky. Ardey-Verlag, Münster 2019, ISBN 978-3-87023-442-3.

## Förderer (Liste)
- LWL-Kulturstiftung
- Kulturstiftung der Westfälischen Provinzial Versicherung
- Bette
- Friede Springer Stiftung
- Stiftung der Sparkasse Paderborn-Detmold für den Kreis Paderborn
- mediaprint solutions
- Böllhoff
- dSPACE
- idee. Creativmarkt
- Janz Tec
- Libori-Gilde Paderborn
- FSB
- Westfalen Weser Energie
- der Kreis Paderborn
- Ulrich und Erna Maria Greiffenhagen.

Förderer des Escape Rooms:
- Ministerium für Kultur und Wissenschaft des Landes Nordrhein-Westfalen.